# Elliott Murphy
Elliott Murphy (* 16. března 1949 Rockville Centre, New York, USA) je americký písničkář a spisovatel. Na kytaru začal hrát ve svých dvanácti letech. Začínal v kapele The Rapscallions a své první sólové album nazvané Aquashow vydal v roce 1973. Později vydal řadu dalších alb, v roce 2001 například La terre commune, na kterém spolupracoval s Iainem Matthewsem. To úplně poslední nese název It Takes a Worried Man a vyšlo v roce 2013.